# Drusilla (Buffyverse)
Drusilla is een personage uit de televisieserie Buffy the Vampire Slayer en de spin-off Angel. Ze wordt gespeeld door Juliet Landau.

## Personage
Drusilla's geschiedenis ontvouwt zich in verschillende flashbacks in meerdere afleveringen van Buffy the Vampire Slayer en Angel.

## Relatie met Angelus
In de afleveringen "Becoming, Part 1" en "Dear Boy" zie je Angelus in 1860. Hij raakte geobsedeerd door Drusilla, een mooie, jonge, katholieke vrouw die met haar ouders en twee zussen in Londen woonde. Drusilla had de gave om tragische situaties in de toekomst te zien. Ze geloofde dat dit een kwaadaardige aandoening was en ze wilde naar een nonnenklooster om zichzelf te reinigen. Angelus voelde haar zuiverheid aan en raakte geobsedeerd met haar te vernietigen. Hij martelde en vermoordde haar hele familie waarop Drusilla naar een klooster in Londen vluchtte. Op de dag dat ze dat ze haar heilige trouw zou uitspreken liet Angelus haar toekijken hoe hij iedere aanwezige van het klooster vermoordde. Het trauma van Angelus' wreedheden dreef Drusilla tot krankzinnigheid. Angelus koos er uiteindelijk voor om van haar een vampier te maken en hij beschouwde haar als zijn meesterwerk en een ondood bewijs van zijn talent.
In de aflevering "Lie to Me" vertelt Angel over zijn duistere verleden met Drusilla aan Buffy.

## Relatie met Spike
Hierna namen Angelus en Darla haar mee op hun moorddadige reizen. Ze voelt zich wat eenzaam en Angelus en Darla adviseerden haar dat ze een speelkameraadje zoekt. In 1880 kwam ze William, een jonge dichter, tegen en veranderde hem in een vampier waarna ze met zijn vieren verdergingen. William, later bekend als Spike, had een intieme relatie met Drusilla, maar dat weerhield Angelus er niet van om ook seks met haar te hebben, om op die manier Spike te kwetsen.
Kort nadat Angelus is vervloekt en zijn ziel terug heeft gekregen gaan Drusilla en Spike hun eigen weg. Ze weten op dit moment nog niets van Angels toestand. Even voor hun aankomst in Sunnydale eind 1997, wordt Drusilla aangevallen door een woedende menigte in Praag, die haar achterlaat in een zwakke en kwetsbare toestand. Spike verzorgt haar en besluit met haar af te reizen naar Sunnydale in de hoop dat de Hellemond Drusilla zal genezen.

## Episodes
Lijst van afleveringen in Buffy & Angel waar Drusilla in verschijnt.

### Buffy
- School Hard
- Halloween
- Lie to Me
- What's My Line, Part 1 + 2
- Surprise
- Innocence
- Bewitched, Bothered and Bewildered
- Passion
- I Only Have Eyes for You
- Becoming, Part 1 + 2
- Fool for Love
- Crush
- Lessons (als First Evil-gedaante)
- Bring on the Night (als First Evil-gedaante)
- Lies My Parents Told Me

### Angel
- Dear Boy
- Darla
- The Trial
- Reunion
- Redefinition
- Destiny
- The Girl in Question

## Stripreeks
Lijst van comics waar Drusilla in verschijnt (uitgegeven door Dark Horse en IDW Publishing):
Buffy:
- Spike and Dru: Paint the Town Red (1999)
- Spike and Dru: The Queen of Hearts (1999)
- Love Sick Blues (1999)
- Ring of Fire (2000)
- Spike and Dru: All's Fair (2000)
- Spike and Dru: Who Made Who? (2001)
- Out of the Fire, Into the Hive (2001)
- Tales: The Problem with Vampires (2003)
- Buffy Season 10: Relationship Status: Complicated (2015)
- Buffy Season 12: The Reckoning - Finale (2018)

Angel:
- Angel: The Hollower (1999)
- Spike vs. Dracula (2006)
- Angel: Auld Lang Syne (2006-2007)
- Angel: Drusilla, Part One+Two (2009)
- Spike: Alone Together Now (2010)
- Spike: Everybody Loves Spike (2010)
- Spike: You Haven't Changed a Bit (2011)
- Spike: Bedknobs and Boomsticks (2011)
- Spike: Something Borrowed (2011)
- Spike: Give and Take (2011)
- Spike: Stranger Things (2011)
- Angel & Faith: Daddy Issues (2012)
- Spike: A Dark Place (2012)
- Angel & Faith: Death and Consequences (2012)
- Angel & Faith: Those Who Can't Teach, Teach Gym (2015)
- Angel & Faith: A Little More than Kin (2015)
- Angel & Faith: A Tale of Two Families (2015-2016)

## Romans
Lijst van romans waar Drusilla in verschijnt (uitgegeven door Simon & Schuster):
Buffy:
- The Angel Chronicles, Volume 1 (1998)
- The Angel Chronicles, Volume 2 (1999)
- The Angel Chronicles, Volume 3 (1999)
- The Xander Years, Volume 1 (1999)
- Ghost Roads (The Gatekeeper Trilogy #2) (1999)
- Spike & Dru: Pretty Maids All in a Row (2000)
- Blood and Fog (2003)
- Spark and Burn (2005)
- Blackout (2006)

Door Hachette Books:
- Bloody Fool for Love (2022)